# Si non caste, tamen caute
"Si non caste, tamen caute" è una frase in latino che significa letteralmente "se non castamente, almeno con cautela". Più raramente viene citata nelle forme "si non caste, saltem caute" e "nisi caste, saltem caute". 
Riferita alle trasgressioni sessuali di chierici e religiosi, può essere resa in perifrasi anche come "se non riesci a vivere in castità il tuo sacerdozio o i tuoi voti ("continentia in sacris"), almeno sii prudente nelle trasgressioni e non destare scandali, vivi questa condizione peccaminosa con verecondia, circospezione, cautela".

## Storia

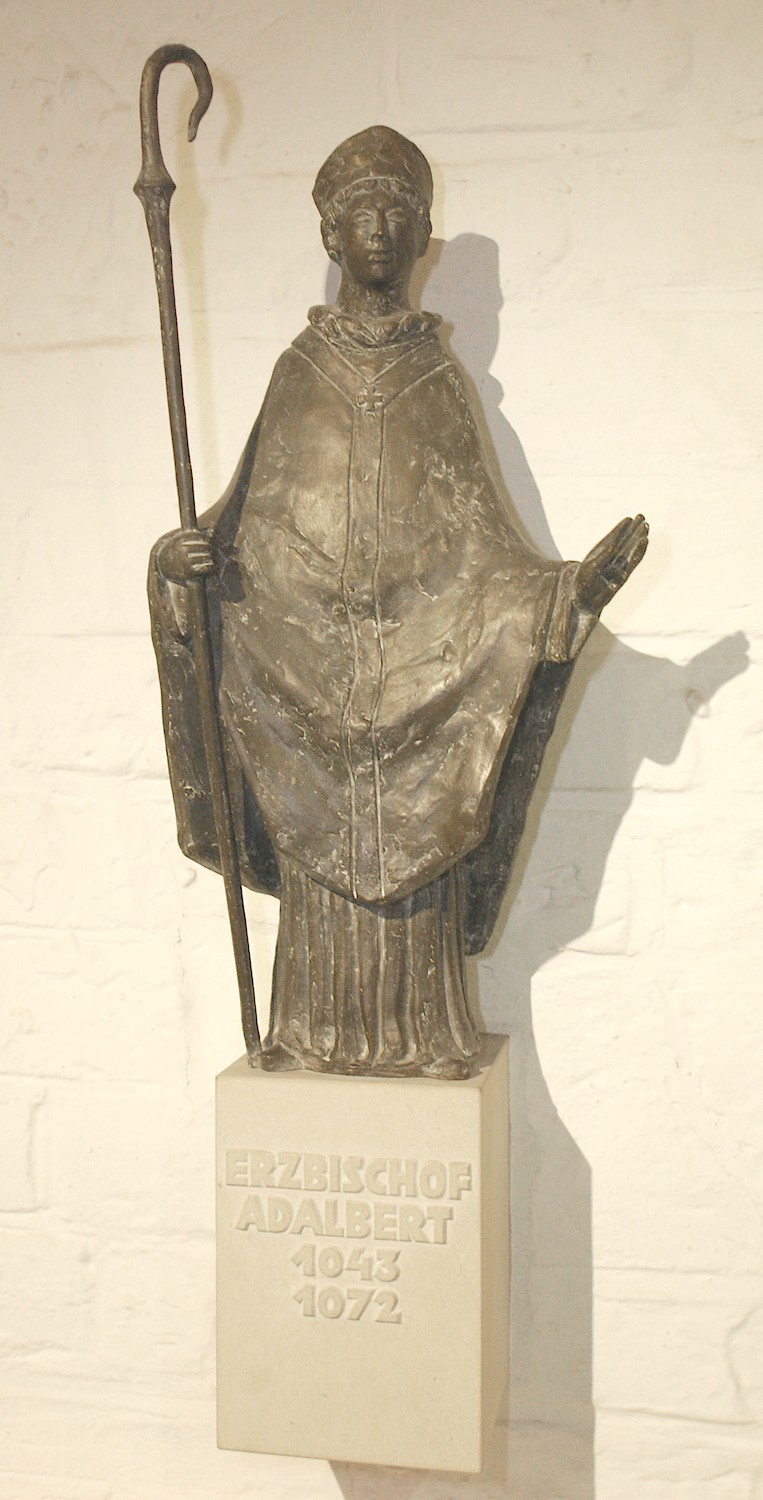
L'Arcivescovo Adalberto, statua bronzea di Heinrich G. Bücker nel Museo del Duomo di Brema

L'invito è contenuto nello scolio 76 (77) delle Gesta Hammaburgensis Ecclesiae Pontificum di Adamo da Brema (XI secolo) che lo attribuisce ad Adalberto di Brema, suo contemporaneo, il quale lo avrebbe pronunciato in un suo famoso discorso, presumibilmente durante il Sinodo di Pasqua del 1049 a Reims o immediatamente di ritorno da esso:
(Adamo da Brema, Gesta Hammaburgensis ecclesiae pontificum)
Nel Carmen ad Astralabium filium, scritto negli anni Trenta del XII secolo, Pietro Abelardo esprime lo stesso concetto, seppur in un contesto sensibilmente diverso, nel distico elegiaco "si nequeas caste ne spernas vivere caute".
Nel Summa confessorum, 1215ca, Thomas di Chobham raccomandava che rimanessero segreti quei peccati la divulgazione dei quali potesse dare adito a pubblico scandalo, tale da offendere ulteriormente la divinità. L'autore attribuiva erroneamente il detto al Libro della Sapienza.
L'adagio è riferito anche nella Chronica di Salimbene de Adam che riporta di aver sentito spesso membri del clero ripetere questo proverbio distorcendo l'autentica dottrina di Paolo di Tarso in materia di continenza. Lo scolio riprende infatti, deformandolo, il celebre motivo della prima lettera di Paolo di Tarso ai Corinzi:
(1Cor 7,9)
Salimbene de Adam contestava severamente questa interpretazione, disapprovava i costumi sessuali degli ecclesiastici, ed era anche contrario alla loro abitudine di convivere con le mogli o con le concubine.
Negli stessi anni Tommaso d'Aquino, nel suo Commentario alla Lettera di San Paolo agli Efesini (paragrafo sesto del quinto capitolo) conferma l'assoluta estraneità del suggerimento contenuto nel "si non caste, tamen caute" dal pensiero di Paolo di Tarso.
Nel Dizionario delle sentenze latine e greche di Tosi, viene citato nella forma "si non caste, saltem caute" (n. 1568, p. 700). Secondo Tosi, nel latino classico l'aggettivo qualificativo "castus" investe tutto l'ambito dell'onestà e della correttezza di una persona.
Un'interpretazione alternativa - che si aggiunge alle altre - è ipotizzata da P. P. A. Biller secondo cui il proverbio potrebbe esser stato usato anche come malizioso riferimento alla necessità di adottare metodi contraccettivi durante il rapporto illecito, onde evitare gravidanze indesiderate.

## Citazioni rilevanti nella letteratura

Baldassarre Castiglione, dipinto ad olio di Raffaello Sanzio

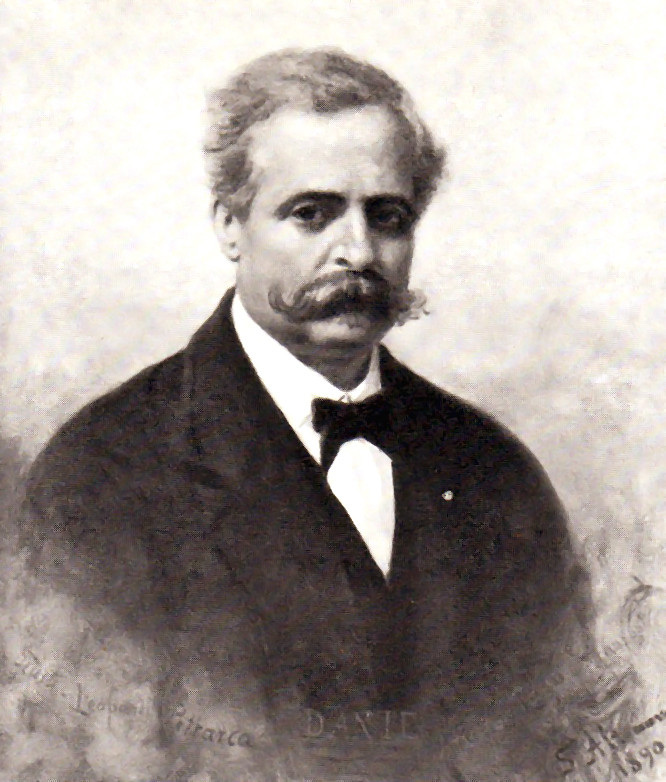
Francesco de Sanctis

Nel Libro del Cortigiano di Baldassarre Castiglione (XV-XVI secolo) il tema è affrontato nel più generale contesto dell'immoralità dei chierici: «e poi allegano una certa autorità di suo capo che dice "Si non caste, tamen caute"; e par loro con questa medicare ogni gran male e con bona ragione persuadere a chi non è ben cauto che tutti i peccati, per gravi che siano, facilmente perdona Idio, purché stiano secreti e non ne nasca il mal esempio» (Libro del Cortigiano, capitolo XX).
Il proverbio viene citato anche nel pamphlet in medio inglese "The Resurreccion of the Masse", attribuito a John Bale, vescovo di Ossory e storico inglese vissuto nel XVI secolo. Il contesto è sempre quello dell'immoralità dei chierici, spregiativamente chiamati sodomiti nel corso di tutta l'operetta. La "Messa", personificata, pronuncia discorsi in cui condanna se stessa come prostituta, si dichiara nata a Roma, figlia del connubio tra la Dea dell'"Idolatria" e il "Papa". La "Comunione", personificazione dell'Eucaristia, conferma che "nessuna si può trovare così puttana, nessuna così notoria meretrice, così strenua mignotta, come la Messa". La "Messa" sostiene che il matrimonio non è cosa per chierici i quali essa preferisce invece tenere in adulterio e prostituzione (qui intesa come idolatria). Si dichiara esperta di Duns Scoto e Tommaso d'Aquino ma ammette di non avere niente a che fare con Cristo. La "Risurrezione" sbeffeggia l'"Ostia", fatta da "uomini che copulano con le mogli di altri uomini e fanno figli che vivono nelle case di altri uomini".
Il «si non caste, tamen caute» viene citato anche nella Storia della letteratura italiana di Francesco de Sanctis, secondo cui tale motto avrebbe rappresentato l'autentico spirito del Concilio di Trento che, col pretesto di curare il male, lo avrebbe invece nascosto, mortificando così gravemente la libertà artistica di quel periodo storico: «A forza di gridare che il male era nella licenza de' costumi, massime fra gli ecclesiastici, il Concilio di Trento si diede a curare il male riformando i costumi e la disciplina. "Si non caste, tamen caute". Al cinismo successe l'ipocrisia. Il vizio si nascose; si tolse lo scandalo. E non fu più tollerata tutta quella letteratura oscena e satirica; Niccolò Franco, l'allievo e poi il rivale di Pietro Aretino, predicatosi da sé "flagello del flagello de' principi", finì impiccato per un suo epigramma latino. Il riso del Boccaccio morì sulle labbra di Pietro Aretino».